# Splot trzewny

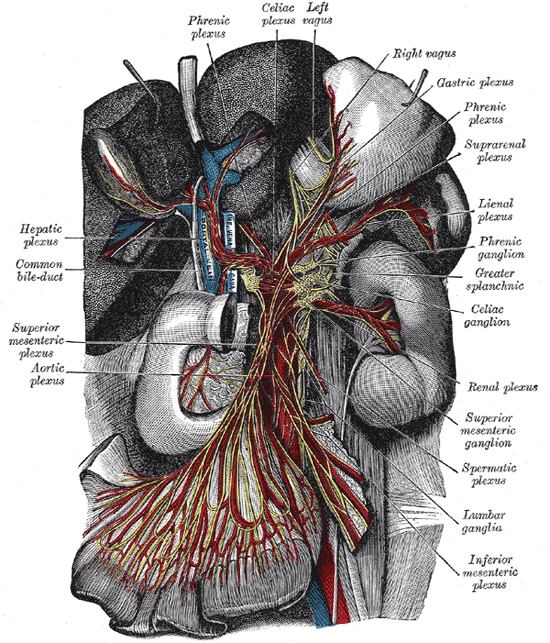
Splot trzewny

Splot trzewny (łac. plexus coeliacus), potocznie zwany splotem słonecznym (plexus solaris) – w anatomii człowieka jeden ze splotów autonomicznego układu nerwowego. Anatomicznie splotem słonecznym określa się odmianę anatomiczną powstałą ze zrośniętych splotów trzewnych prawego i lewego. Największy ze splotów przedkręgowych, znajduje się na wysokości I kręgu lędźwiowego, u góry sięgając rozworu aortowego przepony, ku dołowi sięga miejsca odejścia tętnic nerkowych, a bocznie dochodzi do nadnerczy.
Splot trzewny był kiedyś nazywany mózgiem brzusznym (łac. cerebrum abdominale).

## Budowa
Zbudowany jest z parzystych zwojów trzewnych (ganglia celiaca), które cechują się dużą zmiennością kształtu, od mających kształt półksiężyca, po zupełnie zrośniętą kulistą formę, do której dochodzą i od której odchodzą liczne „promienie” (stąd dawna nazwa) – gałązki nerwowe. Zwój trzewny ma barwę szaro-czerwoną. W dolnej części splotu można odróżnić oddzielne skupienia tkanki nerwowej, tworzące parzysty zwój aortalno-nerkowy (ganglion aorticorenale) i nieparzysty (pojedynczy) zwój krezkowy górny (ganglion mesentericum).
Do splotu dochodzą:
- nerwy trzewne większy i mniejsze (parzyste),
- gałązki trzewne nerwu błędnego,
- gałązki od ostatniego zwoju piersiowego oraz od górnych zwojów lędźwiowych pnia współczulnego.

Od splotu (towarzysząc naczyniom krwionośnym) odchodzą:
- parzyste,
  - splot przeponowy (łac. plexus phrenicus),
  - splot nadnerczowy (łac. plexus suprarenalis),
  - splot nerkowy (łac. plexus renalis),
  - splot jądrowy u mężczyzn lub jajnikowy u kobiet (łac. plexus testicularis resp. ovaricus),
- nieparzyste,
  - splot żołądkowy górny i dolny (łac. plexus gastricus superior et inferior),
  - splot wątrobowy (łac. plexus hepaticus),
  - splot śledzionowy (łac. plexus lienalis/splenicus),
  - splot krezkowy górny (łac. plexus mesentericus superior),
  - splot aortowy brzuszny (łac. plexus aorticus abdominalis).